# Frances Egerton, grevinna av Bridgewater
Frances Egerton, grevinna av Bridgewater, född 1583, död 1636, var en engelsk adelskvinna. Hon och hennes två systrar stod enligt Henrik VIII:s testamente närmast i tronföljden efter Elisabet I efter sin farmors Margaret Stanleys död 1596, men de åsidosattes vid Elisabets död 1603. 
Hon gifte sig 1601 med John Egerton, 1:e earl av Bridgewater. Hon är känd som boksamlare.